# Slab City

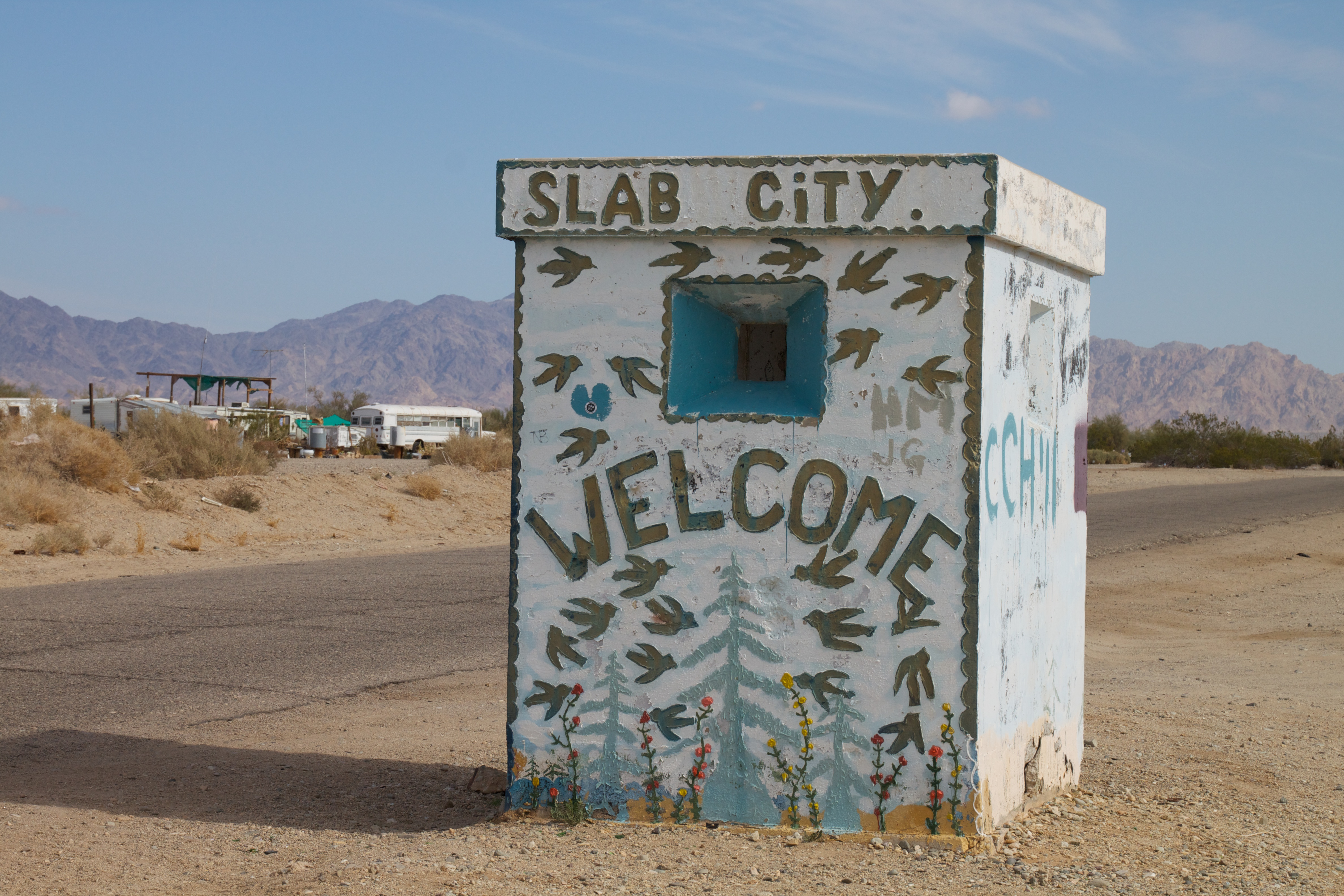
Slab City

Slab City, eller The Slabs , är en före detta militärbas i Sonoraöknen i sydöstra Kalifornien, som används av husbils- och husvagnsägare och andra för kortvarigt eller permanent boende, från hela Nordamerika. Den har fått sitt namn från de husgrunder som finns kvar efter den övergivna marinkårsbas från andra världskriget, "Camp Dunlap". Några personer ur personalen stannade kvar efter att militärbasen lades ner, och platsen har varit bebodd sedan dess, men antalet boende har minskat sedan mitten av 1980-talet.
Flera tusen campare, många pensionerade, använder platsen under vintermånaderna. Dessa, så kallade "snowbirds", stannar bara över vintern, sedan flyttar de norrut till svalare områden.
Trots att temperaturen under sommarmånaderna är outhärdlig, bor uppemot 150 personer i The Slabs året om. De flesta av dessa "slabbers" lever på socialbidrag eller motsvarande och har sökt sig till The Slabs på grund av fattigdom. Några av dem har en stark önskan att leva utanför det amerikanska samhället.
Platsen är oreglerad och okontrollerad. Det finns inte gemensam elektricitet, rinnande vatten eller annan infrastrukturservice. Många campare använder dieselgeneratorer eller solceller för att producera elektricitet. Förnödenheter kan man handla i det närbelägna Niland, omkring fem km sydväst om Slab City.
Infarten till Slab City ligger strax öster om State Route 111 och är lätt att känna igen på den färggranna Salvation Mountain, ett ca tre våningar högt byggprojekt av adobearmerad lera och betong, målat i akrylfärg och täckt av bibelcitat. Installationen är en skapelse av den bofaste Leonard Knight (1931-2014).
Slab City presenteras i boken Into the Wild och även i filmen från 2007 med samma namn. Musikvideon till Fourth of July av countryartisten Shooter Jennings  är delvis inspelad i Slab City.
I fotodokumentären "The Last Free Place" undersöker den i Storbritannien verksamme fotografen Leon Diaper samhället i Slab City och dess invånare och ockupanter.